# Laureate ale Premiului Nobel
Treizeci și patru de femei au obținut Premiul Nobel. 

## Premiul Nobel pentru Fizică
1. 1903 : Marie Curie
2. 1963 : Maria Goeppert-Mayer
3. 2018 : Donna Strickland

## Premiul Nobel pentru Chimie
1. 1911 : Marie Curie
2. 1935 : Irène Joliot-Curie
3. 1964 : Dorothy Crowfoot Hodgkin
4. 2009 : Ada Yonath
5. 2018 : Frances H. Arnold

## Premiul Nobel pentru Medicină
1. 1947 : Gerty Theresa Cori
2. 1977 : Rosalyn Yalouw
3. 1983 : Barbara McClintock
4. 1986 : Rita Levi-Montalcini
5. 1988 : Gertrude Elion
6. 1995 : Christiane Nüsslein-Volhard
7. 2004 : Linda B. Buck
8. 2008 : Françoise Barré-Sinoussi
9. 2009 : Elizabeth Blackburn
10. 2009 : Carol Greider
11. 2014 : May‐Britt Moser
12. 2015 : Youyou Tu

## Premiul Nobel pentru Literatură
1. 1909 : Selma Lagerlöf
2. 1926 : Grazia Deledda
3. 1928 : Sigrid Undset
4. 1938 : Pearl S. Buck
5. 1945 : Gabriela Mistral
6. 1966 : Nelly Sachs
7. 1991 : Nadine Gordimer
8. 1993 : Toni Morrison
9. 1996 : Wislawa Szymborska
10. 2004 : Elfriede Jelinek
11. 2007 : Doris Lessing
12. 2009 : Herta Müller
13. 2013 : Alice Munro
14. 2015 : Svetlana Alexievici

## Premiul Nobel pentru Pace
1. - 2014 – Kailash Satyarthi și Malala Yousafzai
  - 2011 – Ellen Johnson Sirleaf, Leymah Gbowee și Tawakkul Karman
  - 2010 – Liu Xiaobo
  - 2006 – Muhammad Yunus și Grameen Bank
  - 2004 – Wangari Maathai
  - 2003 – Shirin Ebadi
  - 1992 – Rigoberta Menchú Tum
  - 1991 – Aung San Suu Kyi
  - 1979 – Maica Tereza
  - 1978 – Anwar al-Sadat, Menachem Beghin
  - 1976 – Mairead Corrigan, Betty Williams
  - 1974 – Seán MacBride, Eisaku Sato
  - 1968 – René Cassin
  - 1946 – Emily Greene Balch, John R. Mott
  - 1931 – Jane Addams, Nicholas Murray Butler
  - 1905 – Bertha von Suttner
  - 1902 – Élie Ducommun, Albert Gobat